# Lingua juba
La lingua juba o juba è un idioma africano, derivante da ex coloni arabi. La lingua è diffusamente parlata nel Sudan del Sud ed è tutelata dalla Costituzione del Paese.

## Classificazione
La lingua è originaria di un pidgin di derivazione sudanese - arabica, caratterizzata da una grammatica molto semplice e dall'essere stata influenzata dalle lingue parlate nel sud del Paese.